# Potok, Nazarje
Potok je naselje v Občini Nazarje.